# Szamir (diament)
Szamir – w Biblii Hebrajskiej diament, używany do rycia w twardym materiale. Następnie nazywano tak każdy twardy kamień. Z czasem jednak, zarówno w żydowskiej literaturze rabinicznej jak i ludowej, został uznany za małego robaka, który potrafił przegryzać się przez najtwardszy materiał. Dużą rolę w spopularyzowaniu tej interpretacji odegrali tradycyjni komentatorzy żydowscy: Mosze ben Majmon (Majmonides) oraz Szlomo ben Icchak (Raszi). 
Szamir pojawia się w licznych legendach żydowskich. M.in. według traktatu talmudycznego Gittin 68a-b (zob. też: midrasz Bamidbar rabba 11:3) miał być użyty przez Salomona do zbudowania Świątyni Jerozolimskiej, której nie można było zbudować przy użyciu metalu, gdyż ten służył do prowadzenia wojen. Szamir przestał istnieć po zburzeniu Drugiej Świątyni w 70 r. n.e. Występował także w legendach chrześcijańskich i muzułmańskich.